# Richard Perle

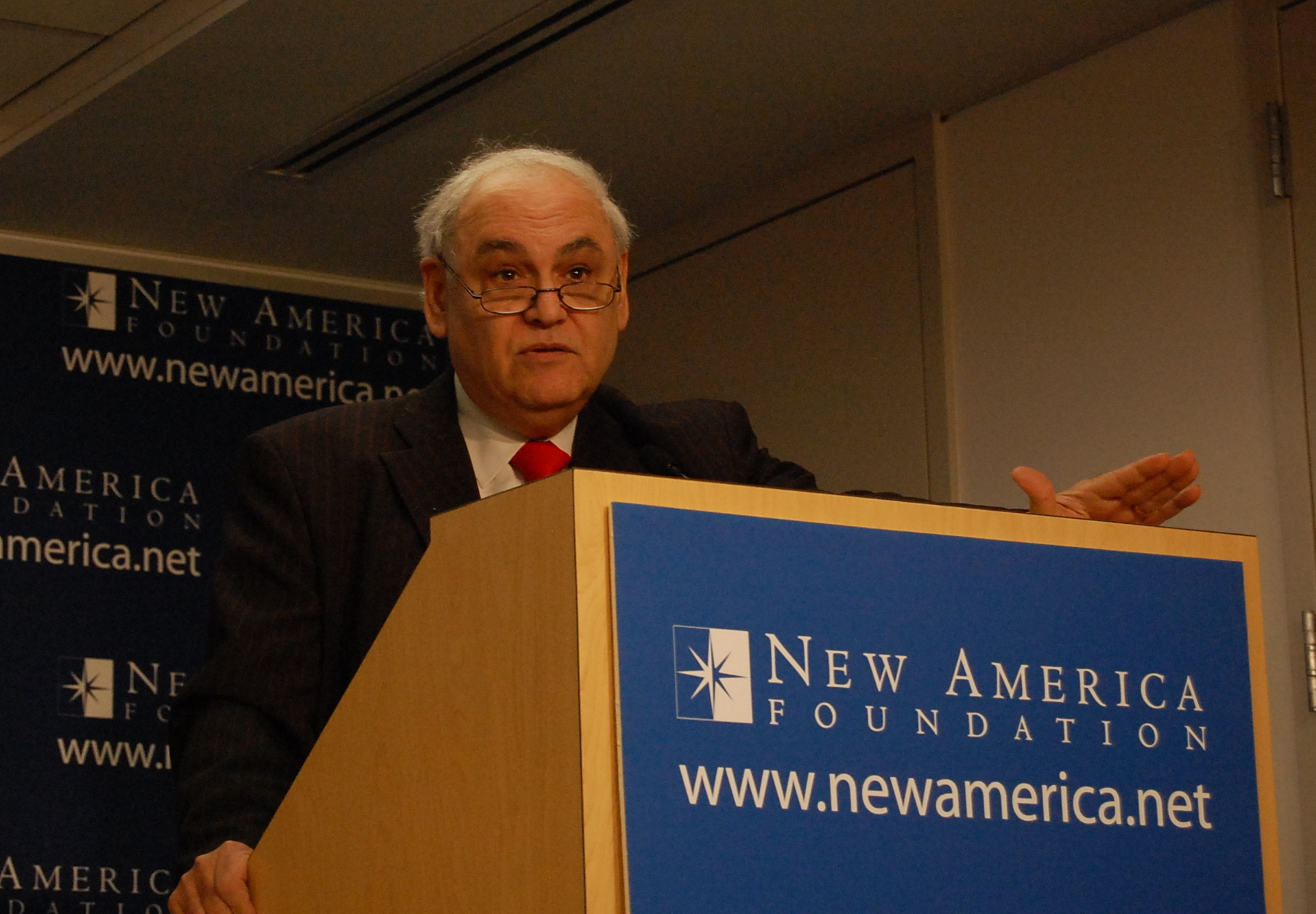
Richard Perle (2009)

Richard Norman Perle  (* 16. September 1941 in New York City) ist ein US-amerikanischer neokonservativer politischer Berater. Von 1987 bis 2004 arbeitete er für das Defense Policy Board Advisory Committee. Er war während der ersten Amtszeit von US-Präsident George W. Bush von 2001 bis März 2003 auch Vorsitzender dieses beratenden Ausschusses für das Verteidigungsministerium der Vereinigten Staaten.

## Leben

### Familie
Sein Vater war Jack Perle, seine Mutter Martha Perle. Er wuchs in Kalifornien auf. Perle ist jüdischer Abstammung. Am 31. Juli 1977 heiratete er Leslie Joan Barr. Mit ihr hat er den Sohn Jonathan. Perle besitzt ein Urlaubsdomizil in der Provence in Frankreich, wo er viele Wochen im Jahr verbringt. In den USA wohnt er mit seiner Familie überwiegend in Washingtons Vorstadt Chevy Chase, einer gated community.

### Frühe Karriere

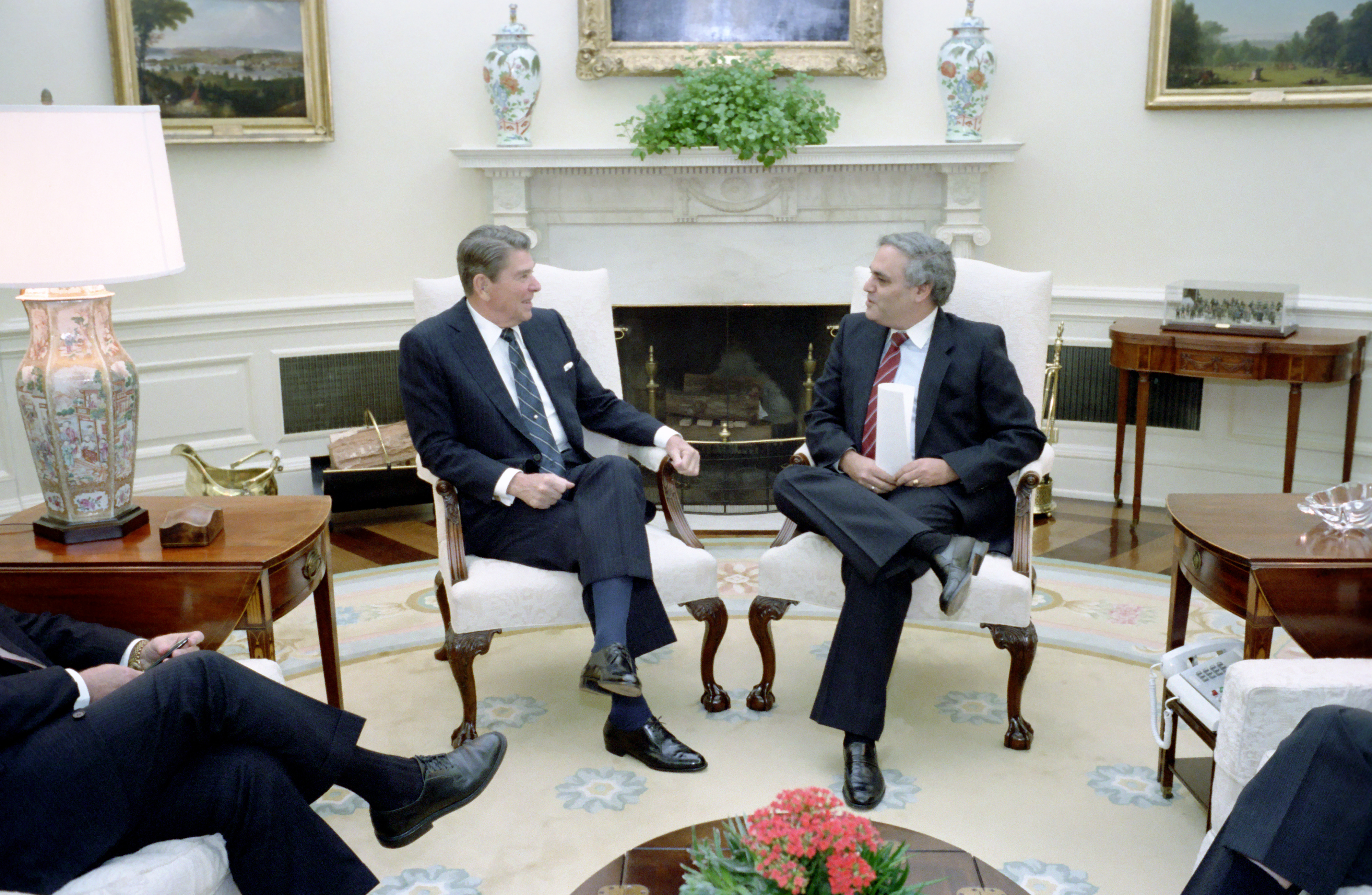
Ronald Reagan und Richard Perle (1987).

Nach Studien an der University of Southern California (BA English, 1964), der London School of Economics and Political Science und der Princeton University (MA Political Science, 1967) begann Perles Karriere in der Politik.
Von 1969 bis 1980 arbeitete er für den demokratischen Senator Henry M. Jackson aus dem Bundesstaat Washington. Von 1981 bis 1987 fungierte Perle als Staatssekretär im Verteidigungsministerium (Assistant Secretary of Defense) für die Reagan-Regierung. 1983 musste er sich gegen den Verdacht des Lobbyismus verteidigen, weil er einen größeren Geldbetrag von einem israelischen Waffenproduzenten erhalten hatte; Perle argumentierte, es habe kein Interessenkonflikt vorgelegen, da er sich zum Zeitpunkt der Geldannahme zwischen zwei Regierungsämtern in privater Funktion handelte. 1970 hatte das FBI bei einer Abhöraktion entdeckt, dass Perle in einem Telefonat mit einem Mitglied der israelische Botschaft Informationen besprochen hatte, die als vertraulich klassifiziert waren. Es gibt keinen Hinweis, dass er dafür gemaßregelt wurde.
Da er sich vehement gegen Abkommen mit der damaligen Sowjetunion zur Waffenkontrolle aussprach und die aufkeimenden Pläne für einen strategischen Raketenschutzschild, das unter George W. Bush wiederaufgegriffene SDI-Programm, nachdrücklich befürwortete, wurde er unter der Reagan-Regierung als „Fürst der Finsternis“ (Prince of Darkness) bekannt. „Ich habe wirklich was dagegen, als eine dunkle mystische oder dämonische Macht dargestellt zu werden. Alles, was ich kann, ist mich zu setzen und mit jemandem zu reden“, wehrte sich Perle in einem Zeitungsinterview vom 4. Dezember 1977 gegen diese im Kern offenbar schon wesentlich früher bestehende Einschätzung seiner Person.
Perle machte sich als einer der Unterzeichner eines offenen Briefes des Project for the New American Century (PNAC) an US-Präsident Bill Clinton bereits im Jahr 1998 für eine militärische Intervention im Irak stark. Perle ist Mitbegründer des PNAC. Perle war später Mitglied im Committee for the Liberation of Iraq (CLI), das sich wiederum für einen durch die USA erzwungenen Regimewechsel im Irak einsetzte.

### Gegenwärtige Aktivitäten
Im Juli 2001 wurde er von George W. Bush zum Vorsitzenden des Defense Policy Board Advisory Committee (etwa: Beratendes Komitee des Ausschusses für Verteidigungspolitik) bestimmt, das u. a. das US-Außenministerium berät. Wegen massiver öffentlicher Kritik auf Grund angeblicher Interessenskonflikte vornehmlich im Anschluss an die Recherchen von Seymour Hersh, den er daraufhin scharf angriff als „das Element mit der größten Nähe zum Terrorismus“ im amerikanischen Journalismus, gab er den Vorsitz dieses Ausschusses am 27. März 2003 ab, blieb jedoch Mitglied des Gremiums.
Perle ist gegenwärtig Mitglied der neokonservativen „Denkfabrik“ American Enterprise Institute (AEI), dem auch sein Schüler Jeffrey Gedmin – von 2001 bis 2007 Direktor des Aspen Institute Berlin – angehörte. Darüber hinaus hat er eine Vielzahl von Geschäftsinteressen: Unter anderem ist er seit 1994 Mitglied im Aufsichtsrat von Hollinger International, einem in Chicago ansässigen Verlag, dem die „Chicago Sun-Times“, die „Jerusalem Post“ sowie an die 20 Lokalzeitungen gehören. Beim Ableger Hollinger Digital, Inc. fungiert Perle als Chief Executive Officer (CEO).
Am 29. Juli 2008 berichtete das Wall Street Journal, dass Perle mit Vertretern der kurdischen Regionalregierung und der Turkish AK Group International über eine Bohrlizenz für ein K18 genanntes Ölfeld in der Nähe von Arbil verhandelt.
Vom 11. bis 14. Juni 2015 nahm er an der 63. Bilderberg-Konferenz in Telfs-Buchen in Österreich teil.

### Haltungen und Einstellungen
Perle ist für seine ablehnende Haltung gegenüber den Vereinten Nationen und jedes Multilateralismus bekannt und setzt sich engagiert für den Ausbau einer souveränen Außenpolitik der Vereinigten Staaten ein. Zudem ist er einer der schärfsten Kritiker des so genannten Alten Europa und bringt seine Verachtung internationaler Institutionen mit oftmals drastischen Worten unverhohlen zum Ausdruck, so in einem Beitrag für die britische Zeitschrift Spectator vom 22. März 2003:
„Saddam Husseins Terrorherrschaft steht kurz vor dem Ende. Er wird rasch gehen, aber nicht allein: In einer Ironie des Abschieds wird er die Vereinten Nationen mit zu Fall bringen.
Schön – nicht die gesamten Vereinten Nationen. Der Teil für die ‚guten Jobs‘ wird überleben, die friedenssichernden Bürokratien mit wenig Risiko werden bleiben, die darniederdämmernde Schwatzbude am Hudson wird fortfahren zu blöken. Was im Irak sterben wird, ist die Phantasie von den Vereinten Nationen als einer Grundlage der neuen Weltordnung.“
Im Zuge der Befreiung des Iraks habe man den „intellektuellen Schiffbruch“ des „linken Dünkels“ festzuhalten und zu ermessen, man könne „Sicherheit durch internationales Recht, verwaltet durch internationale Institutionen“ gewährleisten. Perle bezeichnet die Annahme, der einseitige, durch die UN nicht sanktionierte Einsatz von Gewalt, „auch als einem letzten Mittel“, führe zu Anarchie, als „eine gefährlich falsche Idee“. Die USA seien auf „Koalitionen der Willigen“ verwiesen:

„Weit entfernt davon, sie als Gefahr für die neue Weltordnung zu verunglimpfen, sollten wir erkennen, dass sie in der Regel die größte Hoffnung für die angestrebte Ordnung sind und die wahre Alternative zur Anarchie des erbärmlichen Versagens der Vereinten Nationen.“

Perle erhob frühzeitig die vehemente Forderung eines neuerlichen militärischen Eingreifens der USA im Irak mit dem Ziel, Saddam Hussein zu stürzen und verteidigte ostentativ die auch in der amerikanischen Öffentlichkeit immer umstrittener werdenden Ergebnisse der Invasion von 2003, die Perle im Vorfeld wiederholt in rosigen Farben gezeichnet hatte (wie auch die Invasion selbst: Er hatte sich dafür ausgesprochen, sie mit 40.000 Soldaten durchzuführen, während der US-Generalstab die Lage wohl realistischer einschätzte und tatsächlich über 250.000 einsetzte). In einem Interview mit BBC Radio erklärte Perle es jedoch 2004 dann als „schweren Fehler“, dass die Invasion zu einer Besetzung geworden war.
Daneben befürwortet er auch nachdrücklich Erstschläge (first strikes) gegen Nukleareinrichtungen in Nordkorea sowie Präventivschläge gegen Syrien, Iran und andere so genannte Schurkenstaaten.
Im September 2003 bekräftigte er seine optimistische Einschätzung:

„Und heute in einem Jahr wäre ich sehr überrascht, wenn es nicht irgendeinen großen Platz in Bagdad gäbe, der nach Präsident Bush benannt ist. Es gibt keinen Zweifel, dass – mit Ausnahme einer sehr kleinen Zahl von Leuten, die einem teuflischen Regime nahestanden – die Menschen im Irak befreit sind und dass sie verstehen, dass sie es sind. Und es wird jeden Tag leichter für die Iraker, dieses Gefühl der Befreiung zum Ausdruck zu bringen.“

Perle vertritt mit Nachdruck die These, dass Demokratisierung das beste Mittel zur Sicherung des Friedens sei:

„Die Lehre der Geschichte ist die, dass Demokratien keine Angriffskriege auslösen, und wenn wir in einer friedlichen Welt leben wollen, gibt es wenig, was effektiver sein könnte, um dies zu erreichen, als die Demokratie zu verbreiten. Menschen, die in einer demokratischen Gesellschaft leben, mögen es nicht, für gewaltige Kriegsmaschinen zu bezahlen. Demokratische Gesellschaften ermächtigen ihre Regierenden nicht, einseitige (im Original: ‚unilateral‘) Entscheidungen zu treffen und Länder in Kriege zu stürzen. Kriege werden von Tyrannen begonnen, die die totale Kontrolle haben und die die Ressourcen ihrer Völker vergeuden können, um Kriegsmaschinen aufzubauen.“

Linken Kritikern in den USA ist Perle suspekt, weil sie in ihm einen der einflussreichsten Protagonisten eines neuen Militarismus in der Außenpolitik sehen. Traditionalistischen Konservativen und Rechten missfällt er ob seines in ihren Augen vorbehaltlosen Engagements für Israel und insbesondere den dortigen Likud-Block von Ariel Scharon. So war Perle unter anderem Vorsitzender einer Studiengruppe, der seinerzeit neben anderen auch die Neocons Douglas Feith und David Wurmser angehörten. Sie erarbeitete 1996 ein Strategiepapier für den angehenden Likud-Ministerpräsidenten Benjamin Netanjahu.

## Zitate
- „Wer ist Kofi Annan, uns zu sagen, was legal ist und was illegal?“[8]
- „Wir hatten die besten Absichten“ [...]. „Ich hätte nie geglaubt, dass wir das so böse verpatzen würden.“ (über die Invasion in den Irak, im Gespräch mit Josef Joffe)[9]

### Über Perle
- „Ich kenne Richard Perle schon seit Jahren und ich weiß, dass er ein Mann von Rechtschaffenheit und Ehre ist.“ (Donald Rumsfeld zu Perles Rücktritt)
- „Perle ist nicht nur ein Neokonservativer – er ist die Personifizierung dieser Philosophie.“ (ein Blogger)[10]